# Столінський Борис Лазарович
Борис Лазарович Столінський (Сталінський) (1 серпня 1906, місто Черкаси — ?) — молдавський радянський діяч, 1-й секретар Бельцького повітового комітету КП(б) Молдавії. Член ЦК КП(б) Молдавії в 1941—1949 роках. Депутат Верховної Ради Молдавської АРСР 1-го скликання. Депутат Верховної Ради Молдавської РСР 1-го скликання.

## Біографія
Член ВКП(б) з 1926 року.
Брав активну участь у проведенні колективізації та розкуркулення на Черкащині.
З 1933 року — заступник начальника політичного відділу Дубовської машинно-тракторної станції (МТС) Красноокнянського району Молдавської АРСР; директор Рашківської машинно-тракторної станції (МТС) Кам'янського району Молдавської АРСР.
На 1937—1938 роки — 1-й секретар Кам'янського районного комітету КП(б)У Молдавської АРСР.
У 1940 — липні 1941 року — 1-й секретар Бельцького повітового комітету КП(б) Молдавії.
З липня 1941 до січня 1944 року перебував на політичній роботі в Червоній армії, учасник німецько-радянської війни. Влітку та восени 1941 року — комісар 2-го дивізіону Дніпропетровського артилерійського училища, потім був на політичній роботі в 6-й армії, служив начальником політичного відділу 20-ї винищувально-протитанкової бригади 57-ї армії. Воював на Південно-Західному та Сталінградському фронтах.
З 1944 року — на відповідальній партійній роботі в Молдавській РСР.
Потім — персональний пенсіонер. На 1985 рік проживав у місті Сімферополі Кримської області.
Подальша доля невідома.

## Звання
- старший політрук
- майор

## Нагороди
- орден Вітчизняної війни ІІ ст. (.01.1945)
- орден Червоної Зірки (9.11.1941)
- медаль «За оборону Сталінграда» (1942)
- медаль «За перемогу над Німеччиною у Великій Вітчизняній війні 1941—1945 рр.» (1945)
- медаль «За доблесну працю у Великій Вітчизняній війні 1941—1945 рр.» (1945)
- медалі